# Badgini
Badgini (auch: Bajini) war ein Sultanat auf der Insel Grande Comore. 
Der Clan der M'Dombozi herrschte unabhängig bis 1886, als Sultan Said Ali bin Said Omar von Bambao die Herrschaft übernahm und es seinem vereinigten Ngazidja-Sultanat einverleibte. Im Verlauf der Geschichte herrschten mehrfach Frauen in dem Sultanat.

## Herrscher
Die Herrscher trugen auch die Bezeichnung mfalme.
- Mwenye Bamba I
- Bamba Jumbe
- Tambe Mbafu wa Fum Nau
- Ju Mamba Oma wa Mla Nau
- Mwambatsi
- Mwenye Bamba II
- Bamba Oma
- Suja Oma wa Tambwe
- Shekani
- Fumu Oma
- Oma wa Dari (1884)
- Ja Mhaba (f)
- Hashimu bin Ahmed (1.) († 1889)
- Hadija bint Ahmed (f)
- Hashimu bin Ahmed (2. + 3.)